# Colura corynophora
Colura corynophora är en bladmossart som först beskrevs av Nees, Lindenb. et Gottsche, och fick sitt nu gällande namn av Vittore Benedetto Antonio Trevisan de Saint-Léon. Colura corynophora ingår i släktet Colura och familjen Lejeuneaceae. Inga underarter finns listade i Catalogue of Life.